# Alsea
Para la empresa mexicana, véase Alsea (empresa).
Los alseas fueron una tribu indígena del oeste de Oregón. Están probablemente extinguidos, aunque puede que algunos miembros se hallen mezclados con las tribus confederadas de los siletz, donde fueron trasladados los miembros que quedaban.

## Geografía
Los alseas vivieron en la costa oeste de Oregón, alrededor de lo que ahora es conocido como el valle de Alsea.

## Cultura
Fueron cazadores de focas y leones marinos, y pescadores del salmón. Como muchas tribus del área, achataban las cabezas de los bebés.

### Idioma
El alsea es una lengua alseana, muy estrechamente relacionado con el yaquina. El alsea se extinguió en los años 1950 y pasó a ser una lengua muerta.

### Religión
Se conoce muy poco sobre la religión alsea. Se cree que es parecida a la de los coos

### Arte
Los alseas vestían ropas de piel de foca.